# Tim Sugden
Pour les articles homonymes, voir Sugden.
Tim Sugden, né le 26 avril 1964 à Bradford, est un pilote automobile britannique qui a piloté notamment aux 24 Heures du Mans et en championnat FIA GT.

## Biographie
Tim Sugden parvient en sport automobile en 1987 en pilotant en Formule Ford, après avoir été sacré champion national en karting.
Il part ensuite en championnat de Grande-Bretagne de Formule 2 puis finit 3e et remporte une course en Formule Renault en 1990.
Durant la même année, il connaît sa première participation au championnat britannique des voitures de tourisme. Il y restera jusqu'en 1995 et aura obtenu une victoire à Brands Hatch lors de la saison 1991.
Ne jouant qu’un rôle de pilote d'essais en 1996, il rejoint le British GT Championship (en) l'année suivante. Il remporte le titre dans la catégorie GT2. Il reste dans le championnat les deux années suivantes mais dans la catégorie GT1 et est sacré champion en 1998.
C'est durant cette même année qu'il connaît sa première participation aux 24 Heures du Mans. Il y termine quatrième au volant d'une McLaren F1 GTR, ce qui constitue son meilleur résultat dans l'épreuve malgré huit participations,.
Sa carrière s'oriente ensuite vers le championnat FIA GT à partir de la saison 2000, lui permettant de disputer entre autres les 24 Heures de Spa. Il restera dans le championnat jusqu'à la saison 2009 qui est la dernière saison du championnat. Durant ses dix saisons, il aura glané neuf victoires.
Il rejoint les Le Mans Series en 2006 en tant que pilote, puis y persévèrera dans la fonction de dirigeant de l’écurie JMW Motorsport.
Il est sacré champion lors de la Porsche Carrera Cup Asie 2007.
En 2010, il pilote en Super GT.
Il rejoint également l'American Le Mans Series, lui permettant de courir lors d'épreuves réputées à l’instar des 12 Heures de Sebring et des 24 Heures de Daytona. Toujours aux États-Unis, il pilote de 2008 à 2010 en Rolex Sports Car Series.
Il connaît sa dernière participation aux 24 Heures du Mans en 2011.
Il rejoint en 2017 les Blancpain GT Series Asie.

## Palmarès
- 1997 : Champion GT2 en British GT Championship.
- 1998 : Champion GT1 en British GT Championship.
- 2007 : Champion pilote Porsche Carrera Cup Asie.

## Résultats en compétition automobile

### Résultats aux 24 Heures du Mans
| Année | Équipe                               | Équipiers                       | Voiture                     | Classe  | Tours | Pos. | Class Pos. |
| ----- | ------------------------------------ | ------------------------------- | --------------------------- | ------- | ----- | ---- | ---------- |
| 1998  | Gulf Team Davidoff EMKA Racing       | Steve O'Rourke Bill Auberlen    | McLaren F1 GTR              | GT1     | 343   | 4e   | 4e         |
| 2003  | Dewalt Racesports Salisbury          | Mike Jordan (en) Michael Caine  | TVR Tuscan T400R            | GT      | 93    | Abd  | Abd        |
| 2004  | Thierry Perrier Perspective Racing   | Ian Khan (en) Nigel Smith (en)  | Porsche 911 GT3 RS (996)    | GT      | 283   | 23e  | 10e        |
| 2006  | Russian Age Racing Cirtek Motorsport | Nigel Smith (en) Christian Vann | Ferrari 550 GTS Maranello   | GT1     | 124   | Abd  | Abd        |
| 2008  | Virgo Motorsport                     | Rob Bell Tim Mullen (en)        | Ferrari F430 GTC            | GT2     | 289   | Abd  | Abd        |
| 2009  | JMW Motorsport                       | Rob Bell Andrew Kirkaldy        | Ferrari F430 GTC            | GT2     | 320   | 23e  | 4e         |
| 2010  | JMW Motorsport                       | Rob Bell Bryce Miller           | Aston Martin V8 Vantage GT2 | GT2     | 71    | Abd  | Abd        |
| 2011  | JMW Motorsport                       | Rob Bell Xavier Maassen         | Ferrari 458 Italia GT2      | GTE Pro | 290   | 24e  | 9e         |